# Kurt Dämmig
Oswald Kurt Dämmig (* 13. Dezember 1884 in Munzig; † 14. Juni 1944 in Dresden) war ein deutscher Bildhauer.

## Leben

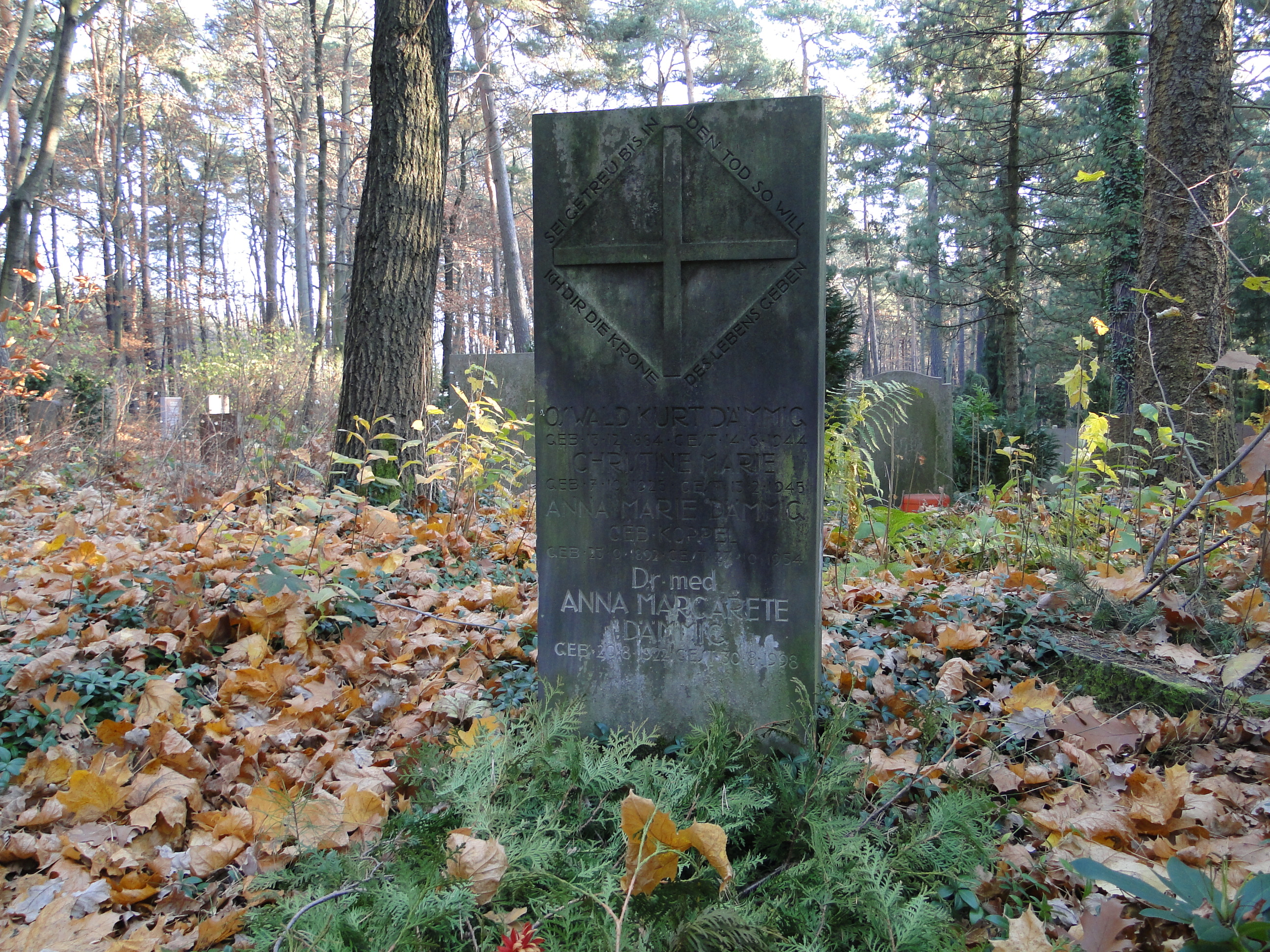
Grab von Kurt Dämmig auf dem Heidefriedhof in Dresden

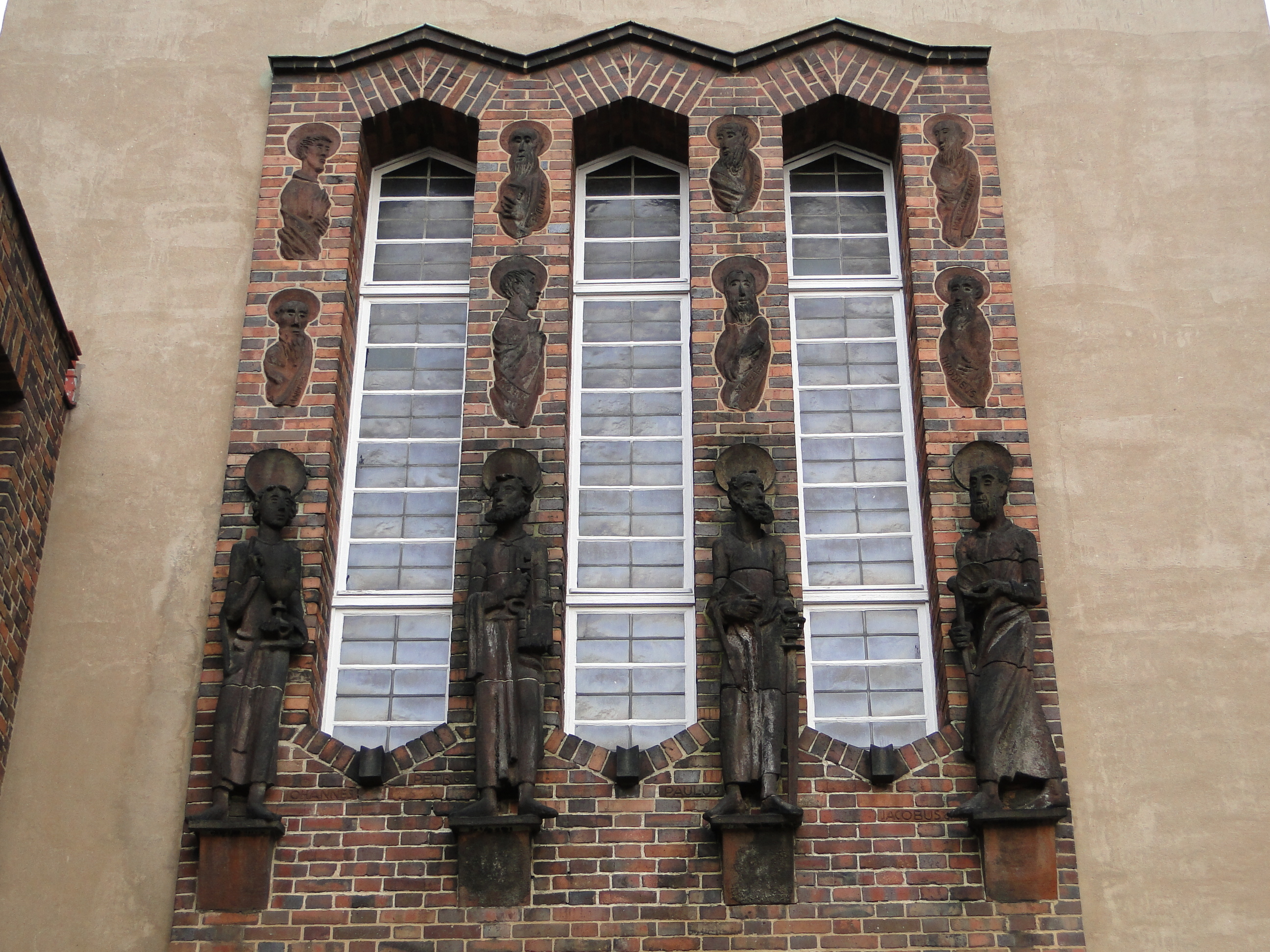
Fassadenschmuck an der Dresdner Apostelkirche

Dämmig wurde in Munzig bei Meißen geboren. Er studierte in Dresden und Düsseldorf und lehrte später an der Kunstgewerbeschule in Dresden. Dämmig war mit dem Architekten Oswin Hempel befreundet, mit dem er bei mehreren Projekten zusammenarbeitete. Hempel baute 1924 die „Bärenschänke“ in der Webergasse um und ließ sie von Dämmig mit Figuren, aber auch floralem Schmuck plastisch ausgestalten. Hempel war zudem 1925 für den Umbau des Dresdner Restaurants „Gambrinus“ zuständig, bei dem Dämmig die Innengestaltung vornahm. Seine Keramik-Putte des legendären Erfinders des Bierbrauens Gambrinus begrüßte die Gäste am Eingang. Für die Gasträume fertigte Dämmig verschiedene Reliefs, die auf das Skatspiel Bezug nahmen, so vier Ober und vier Könige.
Fast alle Plastiken Dämmigs wurden bei der Bombardierung Dresdens im Februar 1945 zerstört. Das einzige vollständig erhaltene Werk Dämmigs ist die figürliche Gestaltung der Dresdner Apostelkirche. Dämmig schuf für die von Hempel von 1927 bis 1929 gebaute Kirche im Stadtteil Trachau zwölf Apostel aus gebranntem Ton, die sich über dem Haupteingang der Kirche befinden. Die Apostel Johannes, Petrus, Paulus und Jakobus der Ältere sind dabei als Skulpturen konzipiert, während die anderen acht Apostel als Reliefs ausgeführt wurden. Ebenfalls von ihm stammt das Relief eines Sämanns am hinteren Ausgang der Kirche.
Dämmig verstarb 1944 in Dresden und wurde auf dem dortigen Heidefriedhof beigesetzt.

## Werke
- 1924: plastische Ausgestaltung des Restaurants „Bärenschänke“ in der Webergasse in Dresden (zerstört)
- 1925: plastische Ausgestaltung des Restaurants „Gambrinus“ am Dresdner Postplatz (zerstört)
- 1927–1929: plastischer Schmuck für die Dresdner Apostelkirche
- 1928: Zierbrunnen aus Sandstein im Garten der Landesversicherungsanstalt Sachsen in der Güntzstraße in Dresden (zerstört)
- 1929: plastische Ausgestaltung des Restaurants „Trompeterschlößchen“ am Dippoldiswalder Platz in Dresden (zerstört)
- Reliefplatten für die Frongasse in Dresden (zerstört)